# 环境保护 (期刊)
《环境保护》创刊于1973年，是中国大陆工程科技类半月刊，编辑部位于北京市。此刊物由中国环境科学出版社主办。
《环境保护》在2018年被中华人民共和国国家新闻出版广电总局新闻报刊司评为2017年全国“百强报刊”。